# 塞尔维亚历史
塞尔维亚是一个位于东南欧的国家。目前的边界由第二次世界大战之后而固定。

## 史前
距今約三十九萬年至五十二萬年前，塞國境內的Sicevo峽谷, 已經有先民聚居。
8500年前，新石器时代的斯塔爾切沃文化和温查文化存在今贝尔格莱德附近。
塞尔维亚因其处于两大洲战略位置，故此有多個民族在該地征戰，同化和互相融合 . 
公元前11世纪，希腊人在塞尔维亚南部建立殖民地。在伊利里亚移民从西南迁入之前，达契亚人主导今塞尔维亚。
公元前279年，凱爾特部落Scordisci征服大部分塞爾維亞地區，並建立許多堡壘。

## 罗马时期
前167年，罗马征服塞尔维亚西部，建立伊利里亚省。前75年，罗马征服塞尔维亚中部，建立默西亚省。前9年，征服斯雷姆。106年，達契亞戰爭後，圖拉真征服巴奇卡和巴纳特。

## 中世纪
斯拉夫民族來到現在的塞爾維亞。

1265年的塞爾維亞王國（左上角的淺紫色區）：塞國利用1204年十字軍滅亡拜占庭帝國的契機，與保加利亞一同擴張巴爾幹半島的領土

8世紀，Vlastimirović王朝建立，成為東羅馬的塞爾維亞大公。822年，在東羅馬的影響下改信東正教。924年，保加利亞入侵併吞塞爾維亞。927年，塞爾維亞在東羅馬支持下脫離保加利亞重回東羅馬控制。
10世紀中葉，察斯拉夫·卡羅尼米洛維奇建立最早以「塞爾維亞」為名的國家塞爾維亞公國。1091年，塞爾維亞大公國建立，是杜克里亞的附庸。1166年，內戰，斯特凡·尼曼雅取得勝利。1169年，尼曼雅王朝崛起。1190年，東羅馬承認其獨立。
1217年，斯特凡·尼曼雅二世稱王，由他的兄弟薩瓦大主教加冕，成立塞爾維亞王國。1330年，斯特凡·烏羅什三世擊敗保加利亞並納為附庸。

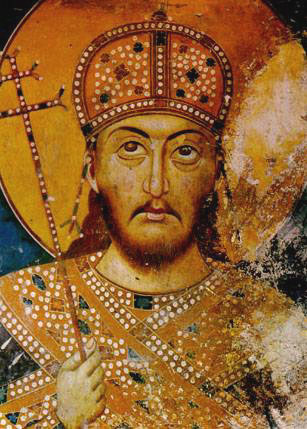
杜尚大帝（1331～1355年在位），開啟塞爾維亞的「黃金十年（1345-1355年）」

14世紀中葉，杜尚大帝（1331～1355年在位）任內更是把塞爾維亞的發展推向巔峰，他東征西討，利用拜占廷帝國的內訌，聯合塞國的附庸保加利亞，從1334年開始對拜占廷帝國發動了幾次戰爭，奪取了馬其頓、阿爾巴尼亞和希臘的大部分土地。至1345年，塞爾維亞成為巴爾幹半島上最強大的國家，半島2/3的領土被納入王國的版圖。1346年4月16日，杜尚加冕為沙皇；1349年5月21日，又頒布名垂青史的《斯特凡·杜尚法典》，因此被後世稱為「黃金十年（1345-1355年）」。

1355年塞爾維亞王國的極盛版圖（灰色區），東邊的保加利亞帝國也是被塞國控制的附庸

然而1355年杜尚死後，其子斯特凡·烏羅什五世繼位，但他平庸無能，被稱為「弱蟲」，導致王國快速衰落、分裂：不但保加利亞脫離塞國控制，塞國在1360年更有14個諸侯割據；除此之外，外國強權也趁機把手伸進，塞國的北部諸侯逐漸被匈牙利強大的路易大帝納為附庸，南面驟興的鄂圖曼土耳其則是不斷挑釁（土耳其人於1354年開始，快速在巴爾幹半島擴張）。1371年9月，鄂圖曼土耳其大敗塞爾維亞的五萬聯軍，占領部分的馬其頓和色雷思地區；1371年12月4日斯特凡·烏羅什五世無後而卒，因為諸侯們無法協調出合法的王位繼承人，王國滅亡。而最強大的諸侯──塞爾維亞公爵赫雷別利亞諾維奇，擔任塞爾維亞人的主要領導。

## 近代

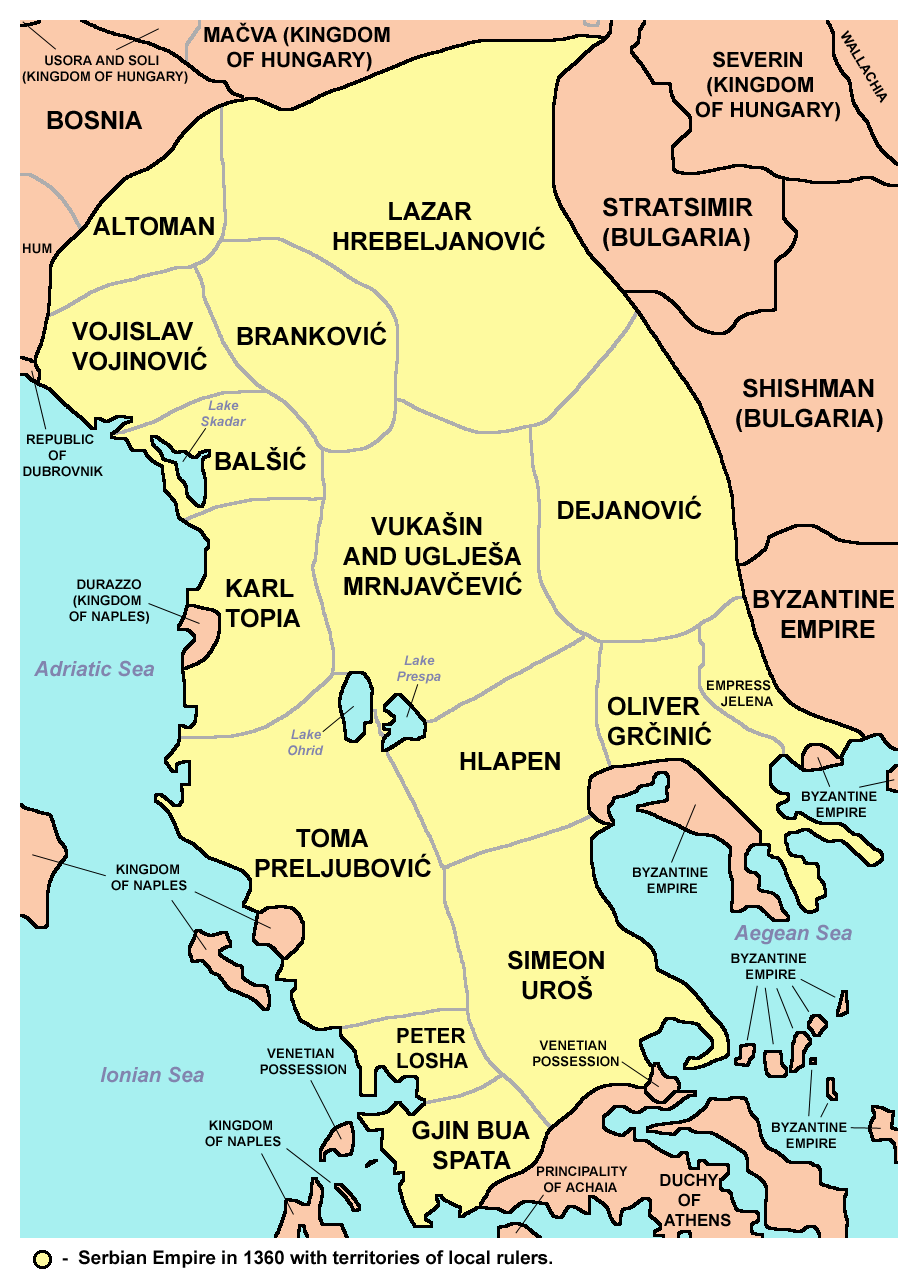
1360年虛有其表的「塞爾維亞帝國」：分裂出14個諸侯邦國

14世紀後期，鄂圖曼帝國開始征服巴爾幹半島。1389年6月15日，與鄂圖曼發生衝突導致科索沃戰役，鄂圖曼在戰役中擊潰塞爾維亞人，塞爾維亞公爵赫雷別利亞諾維奇戰死，但公爵的女婿米洛什·奧比利奇於敗後以假投降的方式刺殺了鄂圖曼蘇丹穆拉德一世，締造了塞人流傳千古的「科索沃神話」。科索沃戰役後，塞爾維亞逐漸被土耳其蠶食、降服。1459年11月10日，鄂圖曼帝國完全征服塞爾維亞專制國，開始長達5個世紀的統治。
原來的王都貝爾格勒較晚被土耳其攻陷，是因1427年被塞爾維亞專制國君主久拉吉·布蘭科維奇轉讓給匈牙利王國，以換得匈軍作為抗土的有力同盟和堡壘，如匈軍在1456年貝爾格勒之圍中大敗土軍的傳奇戰功；此外在1459年塞國滅亡後，不少塞爾維亞人往北逃到匈牙利南部繼續抗土，形成後來塞爾維亞人過半的伏伊伏丁那省。之後到16世紀初，匈牙利國勢衰退，貝爾格勒終究在1521年被土耳其的蘇里曼大帝給攻陷，替鄂圖曼土耳其進軍中歐打開大門。

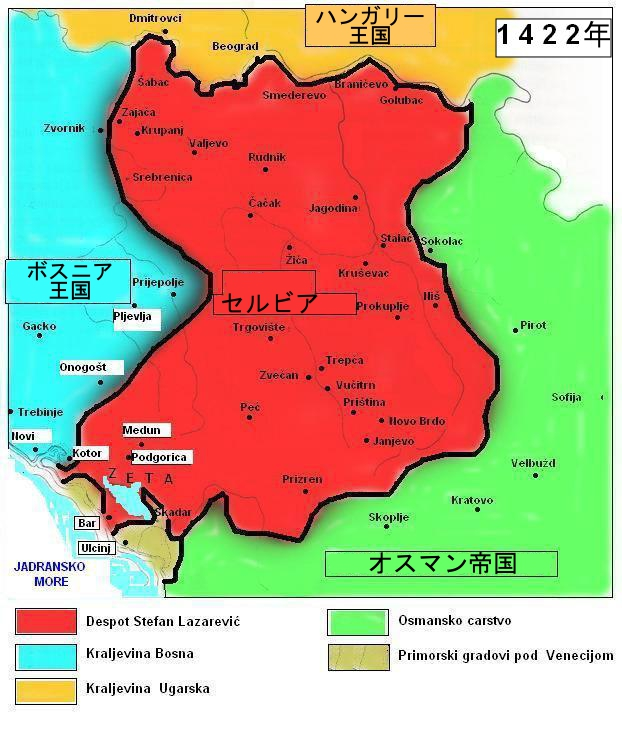
1422年的塞爾維亞專制國（紅色區）：面臨西面波士尼亞王國（亮藍色）、東面鄂圖曼帝國（淺綠色）夾擊的困境

### 鄂圖曼帝國（1459 - 1817年）

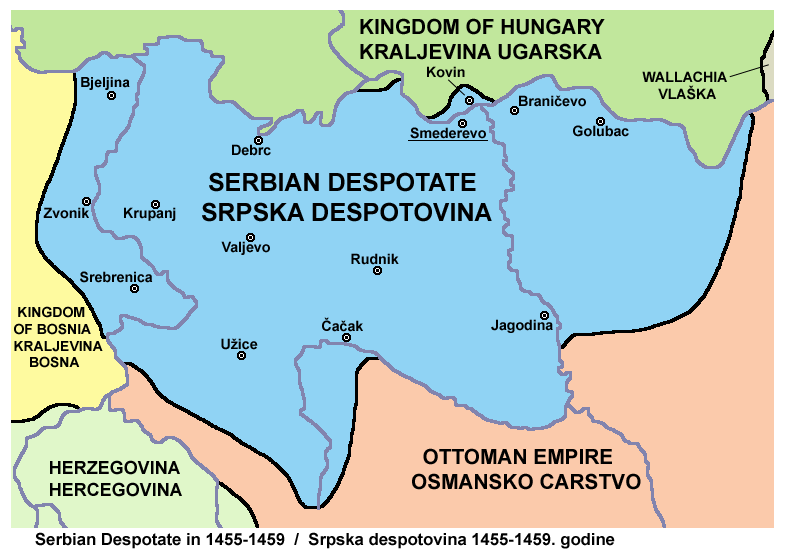
1459年被土耳其滅國前的塞爾維亞專制國（1455-1459年的剩餘國土，為1422年疆土的1/3），當中流砥柱的能幹君主久拉吉·布蘭科維奇（表面上臣服土耳其，但憑著高明手段擺盪在土、匈兩強之間，獲得實質上獨立）在1456年過世後，塞國終究擋不住土耳其地動山搖的15萬大軍，於三年後被土國併吞

1594年，在奥土战争（1593-1606）中，塞爾維亞人在巴納特舉行起義。
1683年，爆發神聖聯盟戰爭。1686年，哈布斯堡奧地利在布达战役勝利後向南前進，與塞爾維亞民兵一同對抗奧斯曼土耳其。1699年，奧、土兩國簽署《卡洛維茲條約》，戰爭結束。

#### 塞爾維亞（1718–1739年）
1718年，根據《帕薩羅維茨條約》，鄂圖曼割讓塞爾維亞北部給奧地利。1737年7月，奧地利加入第四次俄土戰爭（1735–1739），期間引發塞爾維亞遷徙，人口從27萬迅速增加到40萬。1739年9月18日，鄂圖曼在《貝爾格萊德條約》中收回失去的土地。1789年10月8日，奧地利佔領塞爾維亞。1792年，奧地利簽署《西斯托瓦條約》後撤軍，領土重歸鄂圖曼帝國。

## 近现代

### 塞爾維亞公國（1817－1882年）

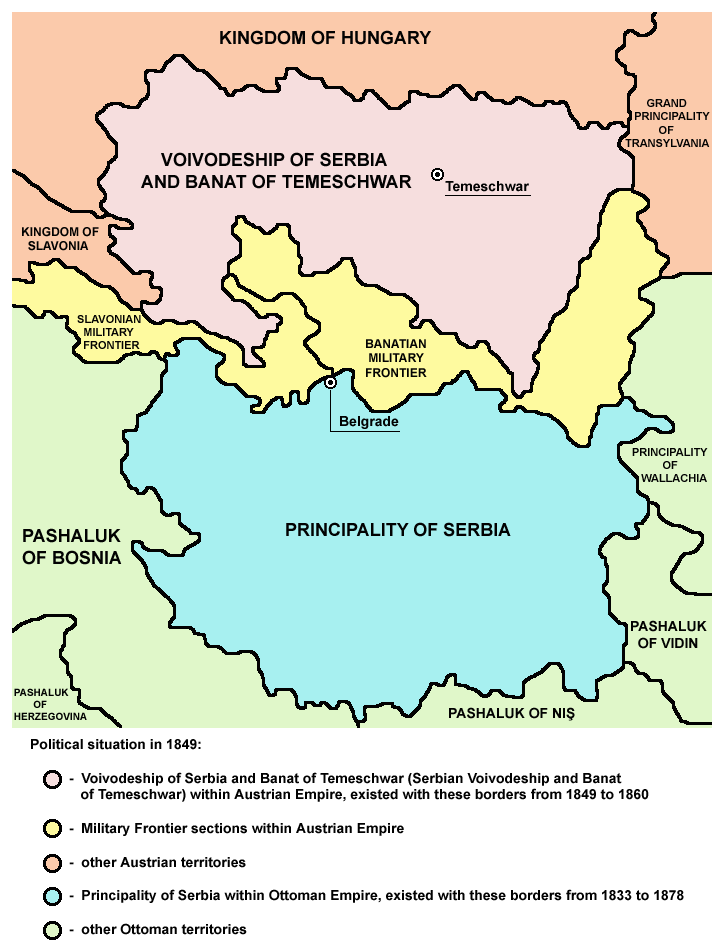
1849年（亮藍色）的塞爾維亞自治公國（仍向土耳其納貢，並由土國掌控其外交），雖然塞國已於1817年自治，但此時貝爾格勒仍有土軍駐守，直到1867年土軍才離開。北邊的佛伊弗迪納（淺粉紅）則為奧地利帝國的領土

塞爾維亞在1804年和1815年兩次革命當中獲得高度自治，建立世襲的塞尔维亚公国（但土耳其仍有塞國的外交權）。1878年柏林條約後，塞爾維亞在俄國的協助下獲得完全的獨立。

### 塞爾維亞王國（1882－1918年）
1882年，成立塞尔维亚王国，其國土僅包括今塞爾維亞的中部。
在1910年代初的第一次巴尔干战争和第二次巴尔干战争當中，塞爾維亞的國土向南擴展，兼併包括科索沃、今馬其頓共和國等地區，但北部的伏伊伏丁那地區當時為奧匈帝國所管轄，不在塞爾維亞國土範圍之內。
1914年6月28日，奧匈帝國皇位繼承人斐迪南大公夫婦被塞爾維亞族青年普林齐普在薩拉熱窩槍殺。7月28日，奧匈帝國因此事向塞爾維亞宣戰，導致第一次世界大戰的爆發。塞爾維亞於1914年抵抗奧匈帝國三次進攻未成，但在1915年，同盟國（包括奧匈帝國、德國、保加利亞）共同向塞爾維亞發動攻勢，並佔領其全境。

### 南斯拉夫王國（1918－1945年）
1918年，同盟國戰敗，塞爾維亞得以復國，該年12月，塞爾維亞、鄰國蒙特內格羅以及由原奧匈帝國所管轄的斯洛文尼亞、克羅地亞、波斯尼亞、伏伊伏丁那共同組建塞爾維亞人、克羅地亞人和斯洛文尼亞人王國，即南斯拉夫王國的前身。
第二次世界大戰時，南斯拉夫三面受敵，除希臘外所有鄰國都是軸心國成員。

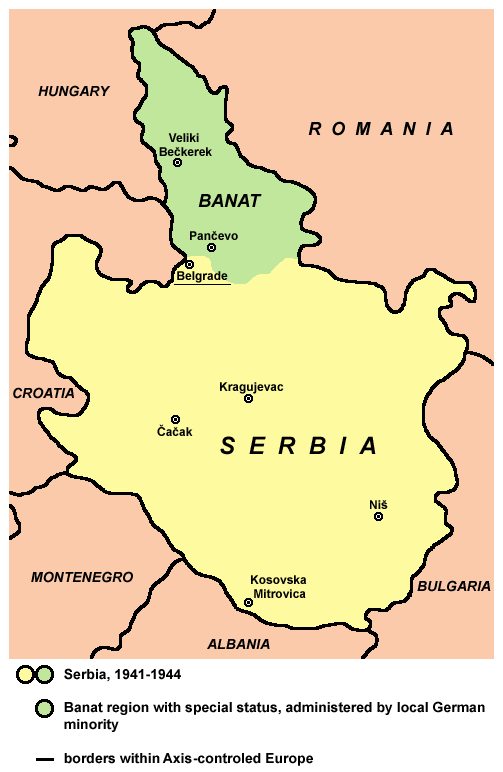
二戰時（1941-1944年）被德軍佔領的塞爾維亞（黃色區）：1941年德軍消滅南斯拉夫王國，並將其瓜分，如伏伊伏丁那（綠色區）大體被匈牙利兼併、克羅埃西亞獨立、科索沃併入阿爾巴尼亞，塞爾維亞其餘部分（黃色區）則由德軍佔領

1941年4月，軸心國侵入南斯拉夫，並將其瓜分，如伏伊伏丁那大體被匈牙利兼併，科索沃併入阿爾巴尼亞，塞爾維亞其餘部分則由德軍佔領。此時南斯拉夫民族解放軍在铁托的領導下開始反抗德國的佔領。

### 塞爾維亞社會主義共和國（1945－1992年）
1945年，蘇聯紅軍進入南斯拉夫，鐵托在其幫助下成為國家最高領袖，建立共產主義國家南斯拉夫社會主義聯邦共和國。1948年，與蘇聯決裂。
1961年，鐵托和埃及總統納賽爾、印度總理尼赫魯共同創立不結盟運動。南斯拉夫在鐵托的領導下，推行社會主義市場經濟，著重各民族團結以及國家的統一。南斯拉夫在這個時期成為東歐共產主義國家當中較富裕的國家。

### 南斯拉夫聯盟共和國
1980年，铁托逝世後，民族矛盾開始激化。
1990年代初期，聯邦解體。1992年之後，剩下塞爾維亞和蒙特內格羅兩國重組南斯拉夫聯盟共和國。1999年，塞爾維亞在科索沃戰爭中遭到北約的轟炸，戰爭以國際社會接管科索沃告終。
2003年，改名為塞爾維亞和黑山。

### 塞爾維亞共和國（2006年至今）

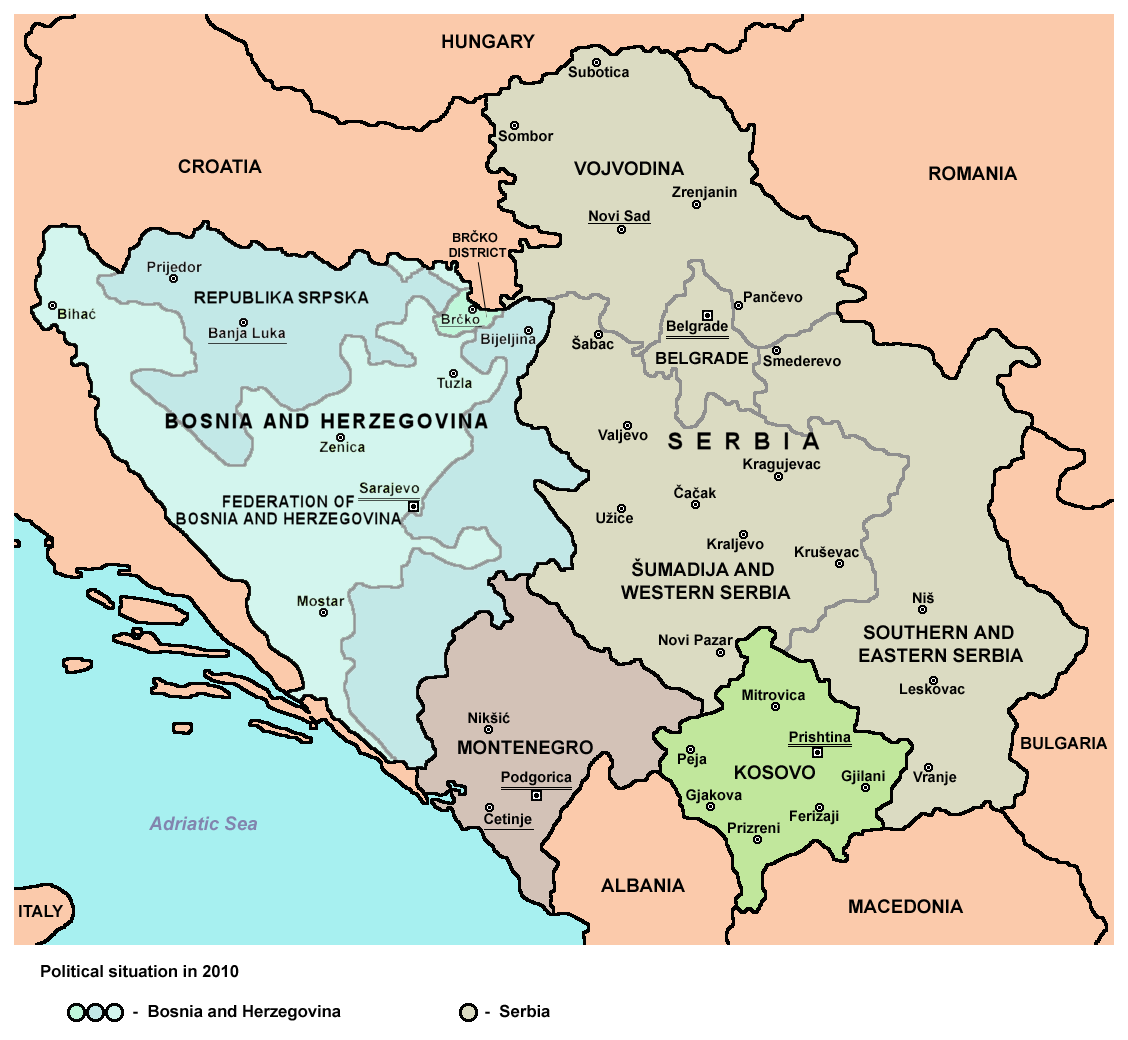
2010年的中部巴爾幹，圖中主要顯示波黑（1992年獨立）、塞爾維亞、蒙特內格羅（2006年獨立）、科索沃（2008年獨立）四國

2006年5月21日，蒙特內格羅透過公民投票決定正式獨立，6月3日蒙特內格羅議會正式宣佈獨立，6月5日塞爾維亞國會亦宣佈獨立並且成為聯邦的法定繼承國，聯邦解散。10月28日，塞尔维亚就是否接受新宪法草案举行全民公决。结果显示草案获得通蒙特內格羅过。
2007年1月21日，塞尔维亚举行独立后的首次议会选举。在250个议会席位中，塞尔维亚激进党获得81席，民主党64席，塞尔维亚民主党-新塞尔维亚党联盟47席，塞尔维亚名人党19席，塞尔维亚社会党16席，塞尔维亚自由民主党为首的竞选联盟15席，另外8个议席由5个少数民族政党和竞选联盟分享。2008年2月17日，科索沃宣布獨立。